# 1120
1120 (MCXX) je bilo prestopno leto, ki se je po julijanskem koledarju začelo na četrtek.

## Dogodki

### Evropa
- 17. junij - Rekonkvista, bitka pri Cutandi: zmaga sil aragonskega kraljestva pod vodstvom kralja Alfonza I. in asistenci Viljema IV. Akvitanskega proti almoravidskim silam pod vodstvom Ibrahima ibn Jusufa. Aragonci osvojijo mesta Calatayud, Daroca, Cutanda in Torrelacárel. 1121 ↔
- 25. november - V brodolomu v Rokavskem prelivu utone angleški prestolonaslednik, nominalni normandijski vojvoda Vilijem Adelin. Smrt mladega kronskega princa sproži hudo nasledstveno krizo v Angliji. Prav tako utone najmanj 300 spremljevalcev, med njimi mnogo anglo-normanskih plemičev.
  - Štefan Bloiški, kasnejši pretendent za angleški prestol, se tik pred izplutjem opraviči zaradi bolezni (diareje) in sestopi z ladje.  Hkrati si je pred plovbo premislilo in izstopilo še nekaj plemičev.
- Angleški opat in naravoslovec Walcher iz Malverna v matematiki in astronomiji prvi uporabi stopinje, minute in sekunde za merjenje kotov.
- Vladislav I. Češki sporazumno odstavi češkega vojvodo in starejšega brata Borživoja II. in ga poplača s posestmi.

### Ostalo
- 16. januar - Jeruzalemski patriarh Garmond iz Picquignyja skliče koncil v Nablusu, ki se ga udeleži visoki kler in plemstvo Jeruzalemskega kraljestva. Na njem sprejmejo pisne zakone, ki pa so pod močnim vplivom bizantinskega prava. Širom krščanskega sveta sploh prvi sankcioirajo sodomijo (homoseksualnost) s smrtno kaznijo.
- Dinastija Jin: Wanyan Xiyin, glavni šaman tunguškega ljudstva Džurčen in dvornik prvega cesarja dinastije Jin cesarja Taizuja, predstavi prvo verzijo zapisa pismenk v jeziku Džurčenov.
- Mongolija: vojskovodja Kabul Kan iz klana Bordžigin osnuje Hamag konfederacijo mongolskih plemen.
- Maroko: polemika med almoravidskim emirjem Alijem ibn Jusufom in teokratskim voditeljem Almohadov Ibn Tumartom. Almoravidski kleriki označijo Ibn Tumartov islamski purizem za krivoverski. Ali ibn Jusuf ga obsodi skupaj s privrženci zgolj na izgnanstvo.

## Rojstva
- Boleslav IV. Kodrasti, poljski nadvojvoda († 1173)
- Erik III., danski kralj († 1146)
- Erik IX., švedski kralj († 1160)
- Friderik II. Berški, kölnski nadškof († 1158)
- Gvido II., grof Ponthieuja, križar († 1147)
- Helmold, saksonski kronist († 1177)
- Janez Salisburyski, angleški škof, filozof in teolog († 1180)
- Ludvik VII., francoski kralj († 1180)
- Mleh Armenski, vladar Armenske Kiklije († 1175)
- Philippe de Milly, veliki mojster vitezov templarjev († 1171)
- Rejnald iz Dassla, kölnski nadškof, kancler Italije († 1167)

## Smrti
- 3. september - Gerard Thom, ustanovitelj hospitalcev (* 1040)
- 24. september - Welf II., bavarski vojvoda (* 1072)
- 25. november - Vilijem Adelin, angleški kronski princ, sin kralja Henrika I. (* 1103)